# Klusberg (Vlotho)
Der Klusberg im Weserbergland ist ein 196,1 m ü. NN hoher Berg des Lipper Berglands in Vlotho im nordrhein-westfälischen Kreis Herford.

## Geographische Lage
Der Klusberg liegt südwestlich der Vlothoer Kernstadt. Parallel dazu fließt der Forellenbach nach Osten und mündet im Stadtteil Vlotho in die Weser. Er verläuft auf seinem Weg entlang der Landesstraße 778 (Herforder Straße). Nördlich vom Klusberg liegt der Bonneberg (180,2 m), westlich die Steinegge (255,5 m) und südöstlich der Eiberg (230 m).

## Schutzgebiete
Am und auf dem Klusberg liegen die Landschaftsschutzgebiete Lipper Bergland (3.828 ha; LSG-Nr. 345068) und Gründlandbereiche am Klusberg (4 ha; LSG-Nr. 344985), die beide 1972 gegründet wurden.

## Geschichte
Der Name Klusberg soll zurückgehen auf die Existenz einer Mönchsklause, eine Klus; einen schlüssigen Beweis hat man bislang nicht gefunden.